# Юлианский календарь
Юлиа́нский календа́рь — календарь, разработанный группой александрийских астрономов во главе с Созигеном. Средняя продолжительность года составляет 365,25 суток. Календарь назван в честь Юлия Цезаря, по указу которого был введён в Римской республике с 1 января 45 года до н. э. Год по юлианскому календарю начинается 1 января, так как именно в этот день с 153 года до н. э. избранные комициями консулы вступали в должность.
Юлианский календарь заменил старый римский календарь и основывался на астрономической культуре эллинистического Египта.
В России юлианский календарь обычно называют старым стилем, переход на новый стиль (григорианский календарь) был осуществлён 14 февраля 1918 года декретом Совнаркома РСФСР, подписанным В. И. Лениным 26 января 1918 года.

## Введение юлианского календаря
Юлианский календарь был введён эдиктом Юлия Цезаря и основывался на современном ему римском календаре. Римский календарь состоял из двенадцати месяцев, включающих 355 дней. Так как это на 10 с небольшим дней меньше, чем длина года, в каждом втором году между VII и VI днями до мартовских календ (между 23 и 24 февраля) вставлялся дополнительный месяц, называемый мерцедонием. Решение о вставке дополнительного месяца принималось понтификом. В период смуты это происходило нерегулярно. Кроме того, понтифик порой принимал решения по политическим мотивам, желая удлинить или укоротить правление тех или иных консулов (два консула избирались на год и правили от января до января следующего года).
На момент прихода к власти Цезаря календарные даты заметно отличались от ожидаемых времён года. В 46 году до н. э. Цезарь провёл календарную реформу, целью которой было восстановить синхронизацию календаря с временами года и избежать подобных проблем в будущем. Цезарь реформировал календарь, изменив длину месяцев так, чтобы в сумме они включали 365 дней. Раз в четыре года после 23 февраля должен быть вставлен дополнительный день. Плиний пишет, что эта реформа была разработана с помощью александрийского астронома Созигена. Календарь начал действовать с 1 января 45 года до н. э.
Чтобы восстановить соответствие календаря временам года, Цезарь вставил 67 дополнительных дней между ноябрём и декабрём, разделив их на два месяца: intercalaris prior и intercalaris posterior. Вместе с mensis intercalaris 46 год до н. э. длился 445 дней.
Цезарь переименовал месяц квинтилис (quintilis) в свою честь, дав ему имя iulius (июль). Месяц август был назван в честь преемника Цезаря Октавиана Августа. Впоследствии несколько императоров называли месяцы своими именами, но только названия июля и августа дошли до наших дней.

## Ошибка високосного года
Римские жрецы по неизвестной причине запутали календарь, объявляя високосным каждый третий год календаря. В итоге с 44 до 9 года до н. э. было введено 12 високосных годов вместо 9. Первый год нового календаря — 45 год до н. э. — был високосным. После первого года (45 года до н. э.) високосными должны были быть 41, 37, 33, ..., 13, 9 годы до н. э. Но жрецы високосными годами сделали 42, 39, ..., 12 и 9 годы до н. э. Эту ошибку исправил император Август: на протяжении 16 лет — с 9 года до н. э. по 8 год н. э. високосных годов не было, так как 5 и 1 годы до н. э. и 4 год н. э. (то есть, 749, 753 и 757 годы от «основания Рима») были приняты как невисокосные. Поэтому юлианский календарь начал функционировать нормально с 1 марта 4 года н. э.
Феодосий Макробий давал следующий отчёт о введении юлианского календаря:

Регулирование Цезарем календаря было публично провозглашено указом, и этот порядок мог бы и дальше оставаться в силе, если бы исправление календаря не привело к тому, что жрецы сделали новую ошибку; поскольку они продолжили вставлять високосный день в начале каждого четвёртого года, а не в его конце, хотя вставку следовало делать в конце каждого четвёртого года и перед началом пятого.

Эта ошибка сохранялась в течение тридцати шести лет, к тому времени двенадцать високосных дней были вставлены вместо того числа, которое фактически должно было быть, а именно девяти. Но когда эта ошибка была наконец признана, указом Августа было также исправлено, что двенадцать лет должны проходить без добавочного дня, поскольку последовательность из двенадцати таких лет будет составлять три дня, которые в течение тридцати шести лет были введены преждевременными действиями священников.
Согласно Макробию,
1. год считался начавшимся после терминалий (23 февраля)[6];
2. календарь работал правильно с момента его введения — с 1 января 45 года до н. э. до начала четвёртого года (февраль 42 года до н. э.), и в этот момент жрецы вставили первую вставку;
3. Цезарь намеревался сделать первую вставку в начале пятого года (февраль 41 года до н. э.);
4. священники сделали ещё одиннадцать вставок после 42 года до н. э. с интервалом в три года, так что двенадцатая вставка выпала на 9 год до н. э.;
5. если бы намерение Цезаря было выполнено после 41 года до н. э., то девятая вставка была бы в 9 году до н. э.;
6. после 9 года до н. э. было шестнадцать лет без високосных годов, так как високосные дни в 5 и 1 годах до н. э. и в 4 году н. э. были опущены;
7. с 4 года н. э. високосные годы устанавливались так, как задумал Цезарь, так что следующим високосным годом был 8 год н. э. После этого високосные годы следовали каждые четыре года[7].

Скалигер в 1583 году установил, что реформа Августа была проведена в 746 году от основания Рима (8 год до н. э.). В таблице для каждой реконструкции показана предполагаемая дата по пролептическому юлианскому календарю первого дня календаря Цезаря (январь 709 года от основания Рима) и первая юлианская дата, когда дата римского календаря совпадала с юлианским календарём после завершения реформы Августа.
Александр Джонс считает, что правильный юлианский календарь использовался в Египте в 24 году до н. э., подразумевая, что первый день реформы как в Египте, так и в Риме, 1 января 45 года до н. э., был юлианской датой 1 января, если 45 год до н. э. был високосным годом и 2 января, если бы этот год был невисокосным. Это требует четырнадцати високосных дней до 8 года до н. э. включительно, если 45 год до н. э. был високосным годом, и тринадцати, если этот год был невисокосным.
Пьер Бринд’амур утверждал, что «только один день был вставлен между 1 января 45 года до н. э. и 1 января 40 года до н. э.».
| Учёный    | Дата       | Трёхлетние високосные годы (до н. э.)             | Первый юлианский день       | День первого согласования  | Возобновление четырёхлетнего цикла високосных годов |
| --------- | ---------- | ------------------------------------------------- | --------------------------- | -------------------------- | --------------------------------------------------- |
| Беннетт   | 2003       | 44, 41, 38, 35, 32, 29, 26, 23, 20, 17, 14, 11, 8 | 31 декабря 46 года до н. э. | 25 февраля 1 года до н. э. | 4 год                                               |
| Зольтау   | 1889       | 45, 41, 38, 35, 32, 29, 26, 23, 20, 17, 14, 11    | 2 января 45 года до н. э.   | 25 февраля 4 года          | 8 год                                               |
| Мацат     | 1883       | 44, 41, 38, 35, 32, 29, 26, 23, 20, 17, 14, 11    | 1 января 45 года до н. э.   | 25 февраля 1 года до н. э. | 4 год                                               |
| Иделер    | 1825       | 45, 42, 39, 36, 33, 30, 27, 24, 21, 18, 15, 12, 9 | 1 января 45 года до н. э.   | 25 февраля 4 года          | 8 год                                               |
| Кеплер    | 1614       | 43, 40, 37, 34, 31, 28, 25, 22, 19, 16, 13, 10    | 2 января 45 года до н. э.   | 25 февраля 4 года          | 8 год                                               |
| Харриот   | после 1610 | 43, 40, 37, 34, 31, 28, 25, 22, 19, 16, 13, 10    | 1 января 45 года до н. э.   | 25 февраля 1 года до н. э. | 4 год                                               |
| Бюнтинг   | 1590       | 45, 42, 39, 36, 33, 30, 27, 24, 21, 18, 15, 12    | 1 января 45 года до н. э.   | 25 февраля 1 года до н. э. | 4 год                                               |
| Кристманн | 1590       | 43, 40, 37, 34, 31, 28, 25, 22, 19, 16, 13, 10    | 2 января 45 года до н. э.   | 25 февраля 4 года          | 7 год                                               |
| Скалигер  | 1583       | 42, 39, 36, 33, 30, 27, 24, 21, 18, 15, 12, 9     | 2 января 45 года до н. э.   | 25 февраля 4 года          | 8 год                                               |

Согласно системам Скалигера, Иделера и Бюнтинга, високосные годы до приостановки являются годами до нашей эры, которые делятся на 3, так же как после возобновления високосных лет они являются годами нашей эры, делёнными на 4.
В 1999 году был обнаружен папирус, на котором указаны даты астрономических явлений в 24 году до н. э. как в египетском, так и в римском календарях. С 30 августа 26 года до н. э. в Египте было два календаря: старый египетский, в котором каждый год состоял из 365 дней, и новый александрийский, в котором каждый четвёртый год имел 366 дней. До 28 августа 22 года до н. э. дата в обоих календарях была одинаковой. Даты в александрийском и юлианском календарях находятся во взаимно однозначном соответствии, за исключением периода с 29 августа года, предшествующего юлианскому високосному году, до следующего 24 февраля. Из сравнения астрономических данных с египетскими и римскими датами Александр Джонс пришёл к выводу, что египетские астрономы (в отличие от римских) использовали правильный юлианский календарь.
В обнаруженной надписи, которая предписывает использовать новый календарь в провинции Азия, чтобы заменить предыдущий греческий лунный календарь, сказано:

Внедрение должно начаться на следующий день после 14 Периция [IX календы февраля, который должен был быть 15 Периция], поскольку он в настоящее время учреждается на третий год после обнародования указа. В этом високосном году у Xanthicu 32 дня.
Это исторически верно. Проконсул Павел Фабий Максим постановил, что первый день года по новому календарю должен быть днём рождения Августа — IX календы октября. Каждый месяц должен начинаться на девятый день перед календами. Датой введения, на следующий день после 14 периция, был 1 дистра, первый день следующего месяца. Через месяц после этого был ксантик. Таким образом, ксантик начинался в IX календы марта и обычно содержал 31 день. Однако в високосном году он содержал дополнительный «день Себастья», римский високосный день, и, следовательно, имел 32 дня. Исходя из лунного характера старого календаря, мы можем зафиксировать дату начала нового календаря как 24 января (IX календы февраля) 5 года до н. э. по юлианскому календарю; тот год был високосным. Таким образом, с самого начала даты реформированного азиатского календаря находятся во взаимно однозначном соответствии с юлианским.
Другой перевод этой надписи:

Вставка високосного дня должна быть на следующий день после четырнадцатого дня текущего месяца периция [IX календы февраля] и происходить раз в три года. В этом вставочном году у xanthicus 32 дня.
Это сдвигает начальную дату на три года назад — на 8 год до н. э., а с лунного синхронизма — на 26 января. Но поскольку римская дата в тексте — 24 января, это должно соответствовать неправильному календарю, который в 8 году до н. э. Август приказал исправить, пропустив високосные дни. С правильным четырёхлетним циклом, используемым в Египте, и трёхлетним циклом, отменённым в Риме, маловероятно, что Август приказал бы ввести трёхлетний цикл в провинции Азия.

## Счёт дней в римском и юлианском календаре
Римский календарь основывался на обратном счёте; счёт вёлся от одного из трёх дней месяца — календ (первый день месяца), нон (примерно четверть месяца) или ид (середина месяца). В марте, мае, июле и октябре иды приходились на 15-й день месяца, а ноны — на 7-й день, в остальные месяцы — на 13-й и 5-й день соответственно. Дата отсчитывалась обратным включительным счётом от ближайших календ, ид, или нон; так первый день апреля назывался апрельскими календами, последний день марта — днём перед апрельскими календами (pridie kal apriles), предпоследний день марта — третьим днём до апрельских календ, и т. д. Такое обозначение дат долгое время сохранялось и в юлианском календаре.
Начиная со средних веков, стала распространяться более привычная нам система последовательного счёта, в которой все числа месяца нумеруются от первого до последнего. На сегодняшний день такая система используется повсеместно, римская система дат практически полностью вышла из употребления.

## Структура юлианского календаря
В юлианском календаре обычный год состоит из 365 дней и делится на 12 месяцев. Раз в 4 года объявляется високосный год, в который добавляется один день — 29 февраля (ранее аналогичная система была принята в зодиакальном календаре по Дионисию). Таким образом, юлианский год имеет продолжительность в среднем 365,25 суток, что больше продолжительности тропического года (средняя продолжительность — 365 дней 5 часов 48 минут 45,19 секунды) на 11 минут и 15 секунд.
{\displaystyle 365,25=365+0,25=365+{\frac {1}{4}}}
В юлианском календаре годы бывают високосными и невисокосными. Первым днём года может быть любой из семи дней недели с понедельника по воскресенье. В совокупности это даёт 2 × 7 = 14 вариантов календаря.
| Пн | Вт | Ср | Чт | Пт | Сб | Вс |
|    | 1  | 2  | 3  | 4  | 5  | 6  |
| 7  | 8  | 9  | 10 | 11 | 12 | 13 |
| 14 | 15 | 16 | 17 | 18 | 19 | 20 |
| 21 | 22 | 23 | 24 | 25 | 26 | 27 |
| 28 | 29 | 30 | 31 |    |    |    |

| Пн | Вт | Ср | Чт | Пт | Сб | Вс |
|    |    |    |    | 1  | 2  | 3  |
| 4  | 5  | 6  | 7  | 8  | 9  | 10 |
| 11 | 12 | 13 | 14 | 15 | 16 | 17 |
| 18 | 19 | 20 | 21 | 22 | 23 | 24 |
| 25 | 26 | 27 | 28 |    |    |    |

| Пн | Вт | Ср | Чт | Пт | Сб | Вс |
|    |    |    |    | 1  | 2  | 3  |
| 4  | 5  | 6  | 7  | 8  | 9  | 10 |
| 11 | 12 | 13 | 14 | 15 | 16 | 17 |
| 18 | 19 | 20 | 21 | 22 | 23 | 24 |
| 25 | 26 | 27 | 28 | 29 | 30 | 31 |

| Пн | Вт | Ср | Чт | Пт | Сб | Вс |
| 1  | 2  | 3  | 4  | 5  | 6  | 7  |
| 8  | 9  | 10 | 11 | 12 | 13 | 14 |
| 15 | 16 | 17 | 18 | 19 | 20 | 21 |
| 22 | 23 | 24 | 25 | 26 | 27 | 28 |
| 29 | 30 |    |    |    |    |    |

| Пн | Вт | Ср | Чт | Пт | Сб | Вс |
|    |    | 1  | 2  | 3  | 4  | 5  |
| 6  | 7  | 8  | 9  | 10 | 11 | 12 |
| 13 | 14 | 15 | 16 | 17 | 18 | 19 |
| 20 | 21 | 22 | 23 | 24 | 25 | 26 |
| 27 | 28 | 29 | 30 | 31 |    |    |

| Пн | Вт | Ср | Чт | Пт | Сб | Вс |
|    |    |    |    |    | 1  | 2  |
| 3  | 4  | 5  | 6  | 7  | 8  | 9  |
| 10 | 11 | 12 | 13 | 14 | 15 | 16 |
| 17 | 18 | 19 | 20 | 21 | 22 | 23 |
| 24 | 25 | 26 | 27 | 28 | 29 | 30 |

| Пн | Вт | Ср | Чт | Пт | Сб | Вс |
| 1  | 2  | 3  | 4  | 5  | 6  | 7  |
| 8  | 9  | 10 | 11 | 12 | 13 | 14 |
| 15 | 16 | 17 | 18 | 19 | 20 | 21 |
| 22 | 23 | 24 | 25 | 26 | 27 | 28 |
| 29 | 30 | 31 |    |    |    |    |

| Пн | Вт | Ср | Чт | Пт | Сб | Вс |
|    |    |    | 1  | 2  | 3  | 4  |
| 5  | 6  | 7  | 8  | 9  | 10 | 11 |
| 12 | 13 | 14 | 15 | 16 | 17 | 18 |
| 19 | 20 | 21 | 22 | 23 | 24 | 25 |
| 26 | 27 | 28 | 29 | 30 | 31 |    |

| Пн | Вт | Ср | Чт | Пт | Сб | Вс |
|    |    |    |    |    |    | 1  |
| 2  | 3  | 4  | 5  | 6  | 7  | 8  |
| 9  | 10 | 11 | 12 | 13 | 14 | 15 |
| 16 | 17 | 18 | 19 | 20 | 21 | 22 |
| 23 | 24 | 25 | 26 | 27 | 28 | 29 |
| 30 |    |    |    |    |    |    |

| Пн | Вт | Ср | Чт | Пт | Сб | Вс |
|    | 1  | 2  | 3  | 4  | 5  | 6  |
| 7  | 8  | 9  | 10 | 11 | 12 | 13 |
| 14 | 15 | 16 | 17 | 18 | 19 | 20 |
| 21 | 22 | 23 | 24 | 25 | 26 | 27 |
| 28 | 29 | 30 | 31 |    |    |    |

| Пн | Вт | Ср | Чт | Пт | Сб | Вс |
|    |    |    |    | 1  | 2  | 3  |
| 4  | 5  | 6  | 7  | 8  | 9  | 10 |
| 11 | 12 | 13 | 14 | 15 | 16 | 17 |
| 18 | 19 | 20 | 21 | 22 | 23 | 24 |
| 25 | 26 | 27 | 28 | 29 | 30 |    |

| Пн | Вт | Ср | Чт | Пт | Сб | Вс |
|    |    |    |    |    |    | 1  |
| 2  | 3  | 4  | 5  | 6  | 7  | 8  |
| 9  | 10 | 11 | 12 | 13 | 14 | 15 |
| 16 | 17 | 18 | 19 | 20 | 21 | 22 |
| 23 | 24 | 25 | 26 | 27 | 28 | 29 |
| 30 | 31 |    |    |    |    |    |

## Месяцы

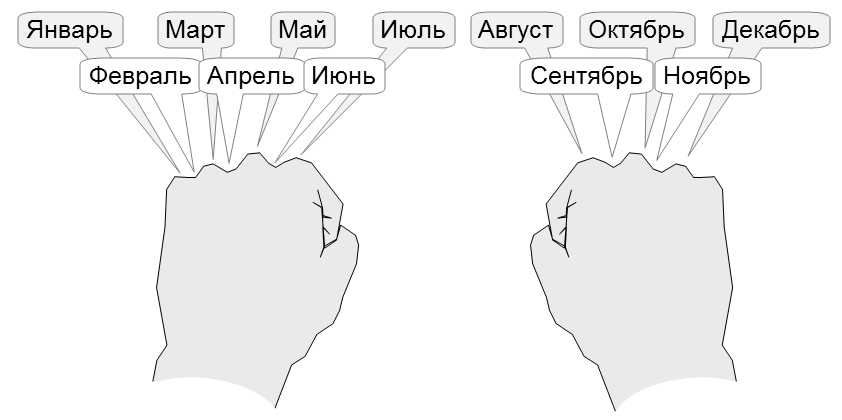
Счёт по костяшкам рук: «бугорок» — 31 день, «впадинка» — 30 дней (для февраля 29 или 28 дней)

| №  | Месяц    | Количество дней             |
| -- | -------- | --------------------------- |
| 1  | Январь   | 31                          |
| 2  | Февраль  | 28 (в високосном году — 29) |
| 3  | Март     | 31                          |
| 4  | Апрель   | 30                          |
| 5  | Май      | 31                          |
| 6  | Июнь     | 30                          |
| 7  | Июль     | 31                          |
| 8  | Август   | 31                          |
| 9  | Сентябрь | 30                          |
| 10 | Октябрь  | 31                          |
| 11 | Ноябрь   | 30                          |
| 12 | Декабрь  | 31                          |

### Правило запоминания количества дней в месяце
Существует простое правило запоминания количества дней в месяце — «правило костяшек».
Если выставить перед собой составленные вместе кулаки так, чтобы видеть тыльные стороны ладоней, то по «костяшкам» (суставам пальцев) на краю ладони и углублениям между ними можно определить, является какой-либо месяц «длинным» (31 день) или «коротким» (30 дней, кроме февраля). Для этого нужно начать перечислять месяцы с января, отсчитывая «костяшки» и углубления между ними. Январю будет соответствовать первая «костяшка» (длинный месяц — 31 день), февралю — углубление между первой и второй «костяшками» («короткий» месяц), марту — «костяшка», и т. д. Два следующих подряд «длинных» месяца — июль и август — попадают как раз на соседствующие «костяшки» разных рук (углубления между ними нет).
1. январь — «костяшка» — 31;
2. февраль — углубление — 28/29;
3. март — «костяшка» — 31;
4. апрель — углубление — 30;
5. май — «костяшка» — 31;
6. июнь — углубление — 30;
7. июль — «костяшка» — 31;
8. август — «костяшка» — 31;
9. сентябрь — углубление — 30;
10. октябрь — «костяшка» — 31;
11. ноябрь — углубление — 30;
12. декабрь — «костяшка» — 31.

Существует также мнемоническое правило слогов «ап-юн-сен-но». Слоги указывают на названия месяцев, состоящих из 30 дней. Известно, что февраль, в зависимости от конкретного года, содержит 28 или 29 дней. Все же остальные месяцы содержат 31 день. Удобство данного мнемонического правила заключается в отсутствии необходимости «перечисления» костяшек рук.

## Юлианский календарь в России
На Руси существовало несколько разных календарных стилей, связанных с тем, что византийский календарь отсчитывал год с 1 сентября, а восточные славяне при принятии христианства сохранили древнее начало года в марте.
Летосчисление, использующее византийское начало года, называется сентябрьским стилем. Летосчисление, в котором год начинается в марте следующего года (то есть, на полгода позже византийского начала года), называется мартовским стилем. Летосчисление же, использующее мартовский год, начинающийся на полгода раньше византийского, называется ультрамартовским. До начала XII века на Руси преобладал мартовский стиль, а в XII—XIII веках стал широко использоваться ультрамартовский стиль. С 1492 года преобладающим стал сентябрьский год, вытеснивший оба мартовских.
Переписчики некоторых летописей могли учитывать переходы на новые стили летосчисления и вносить поправки в летописи. Этим объясняют то, что хронология в разных летописях может отличаться на один-два года.
Действовавшее в России летоисчисление «от сотворения мира» заменил на летоисчисление «от Рождества Христова» Пётр I с 1 января 1700 года. По указу императора от 19 декабря 7208 года (19 (29) декабря 1699 года) после 31 декабря 7208 года следовало 1 (11) января 1700 года от Рождества Христова, «…а будущаго Генваря съ 1-го числа настанетъ новый 1700-й годъ купно и новый столетний векъ…»
7208 год, таким образом, оказался для России самым коротким, поскольку длился лишь четыре месяца — с сентября по декабрь.
В 2022 году первый заместитель председателя Синодального отдела по взаимоотношениям Церкви с обществом и СМИ Русской Православной Церкви Александр Щипков выступил с предложением вернуть юлианский календарь в общегражданское употребление.

## Вытеснение григорианским календарём

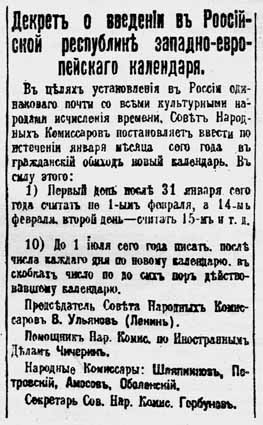
Советский «Декрет о введении в Российской республике западноевропейского календаря»

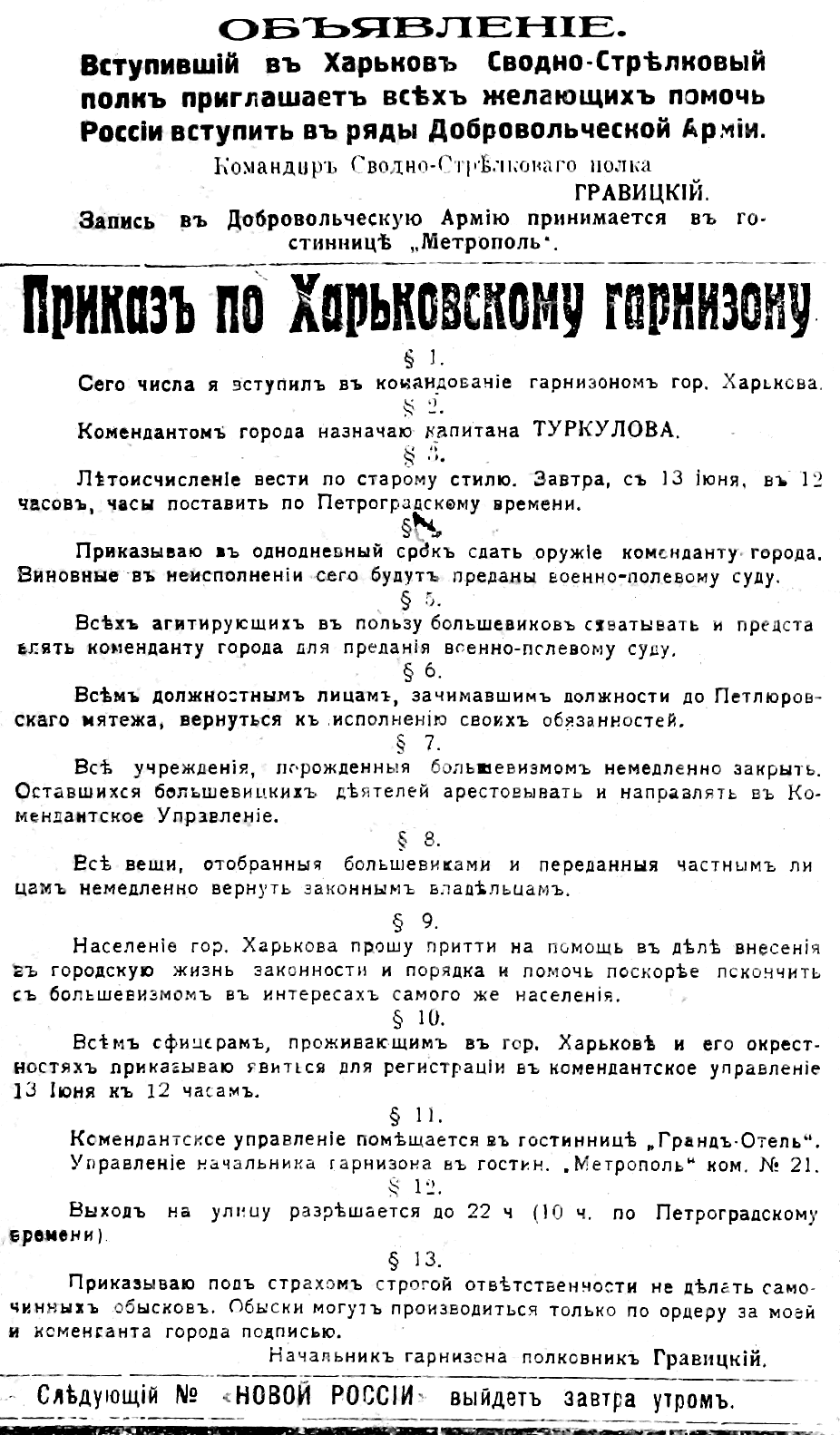
Приказ по «белому» гарнизону города Харькова 25 июня 1919 года: завтрашний день считать в связи с отменой григорианского и возвращением юлианского календаря

Продолжительность года в юлианском календаре — 365 ¼ дня, что на 11 минут и 15 секунд больше, чем длина солнечного («тропического») года; каждые 128 лет накапливается лишний день. Из-за этого, например, Рождество, первоначально почти совпадавшее с зимним солнцестоянием, постепенно сдвигалось в сторону весны. Наибольшую проблему представляло смещение дня весеннего равноденствия, от которого отсчитывается Пасха. Для расчёта дня Пасхи в юлианском календаре дата весеннего равноденствия условно принята 21 марта. В XVI веке весеннее равноденствие происходило примерно на десять дней раньше, 11 марта. Разница была замечена ещё в начале второго тысячелетия, и возникла необходимость коррекции календаря, поскольку неверный расчёт дня пасхи приводил к несоблюдению Великого поста, что считалось серьёзным грехом. Тридентский собор (1545—1563) поручил папе провести необходимые изменения.
В 1582 году папа Григорий XIII издал постановление о реформе календаря. В новом календаре, получившем название григорианского, уменьшили количество високосных лет и применили новую формулу для определения дня Пасхи. Для возврата весеннего равноденствия на 21 марта было пропущено 10 дней, и в 1582 году следующий после 4 октября день был объявлен 15 октября.
Протестантские страны отказывались от юлианского календаря постепенно, на протяжении XVII—XVIII веков; последними были Великобритания (1752 год) и Швеция (1753 год).
В Советской России григорианский календарь был введён с 14 февраля 1918 года декретом Совнаркома, подписанным В. И. Лениным 26 января 1918 года. Последним днём, когда юлианский календарь официально действовал в Советской России, являлось день 31 января 1918 года. Дни с 1 по 13 февраля 1918 года в Советской России официально не существовали.
Одними из последних на григорианский календарь перешли Греция в 1924 году, Турция в 1926 году и Египет в 1928 году.

## Юлианский календарь в богослужении

### Православие
В настоящее время юлианский календарь используют некоторые поместные православные церкви: Иерусалимская, Русская, Сербская, Грузинская, Польская (вернулась 15 июня 2014 года). Также юлианский календарь используют многочисленные неканонические юрисдикции.
Кроме того, его придерживаются некоторые монастыри и приходы и в других странах Европы, а также в США, монастыри и иные учреждения Афона (Константинопольский патриархат), отдельные епархии Румынской православной церкви (Бессарабская митрополия и украинское викариатство), греческие старостильники и иные старостильники, не принявшие перехода на новоюлианский календарь в Элладской церкви и других церквях в 1920-е годы.
Однако все принявшие новый календарь православные церкви, кроме Финляндской церкви, — по-прежнему исчисляют день празднования Пасхи и праздники, даты которых зависят от даты Пасхи — по Александрийской пасхалии и юлианскому календарю.

### Католицизм
Юлианский календарь использует поместная Российская грекокатолическая церковь, которая принадлежит к 22 Восточнокатолическим церквам.

## Разница в датах между юлианским и григорианским календарями
Разница между юлианским и григорианским календарями постепенно увеличивается из-за разного количества високосных годов: в юлианском календаре високосными являются все годы, кратные четырём (делящиеся без остатка на 4). В григорианском календаре год является високосным, если он кратен 4, но годы, также кратные 100, являются високосными только тогда, когда они также кратны 400. Таким образом, скачок, увеличивающий разницу между календарями на один день, происходит 1 марта (по юлианскому календарю) завершающего столетие года, номер которого кратен 100 и не кратен 400. То есть в григорианском календаре 1600 год был високосным, а 1700, 1800, 1900 года — невисокосными.
Для пересчёта дат юлианского и григорианского календарей используется следующая формула: a-b-2, где a — целая часть (год/100), b — целая часть (год/400). Например, для 1582 года a=15, b=3, смещение — 15-3-2=10 дней.
Таблица пересчета дат юлианского и григорианского календарей:
| Разница, дней | Период (по юлианскому календарю) | Период (по григорианскому календарю) |
| ------------- | -------------------------------- | ------------------------------------ |
| 10            | 5 октября 1582 — 29 февраля 1700 | 15 октября 1582 — 11 марта 1700      |
| 11            | 1 марта 1700 — 29 февраля 1800   | 12 марта 1700 — 12 марта 1800        |
| 12            | 1 марта 1800 — 29 февраля 1900   | 13 марта 1800 — 13 марта 1900        |
| 13            | 1 марта 1900 — 29 февраля 2100   | 14 марта 1900 — 14 марта 2100        |
| 14            | 1 марта 2100 — 29 февраля 2200   | 15 марта 2100 — 15 марта 2200        |
| 15            | 1 марта 2200 — 29 февраля 2300   | 16 марта 2200 — 16 марта 2300        |
| 16            | 1 марта 2300 — 29 февраля 2500   | 17 марта 2300 — 17 марта 2500        |

Для пересчёта даты по юлианскому календарю в дату по григорианскому календарю к дате по юлианскому календарю прибавляется указанная в первом столбце таблицы соответствующая этой дате разница дней, а для перевода даты по григорианскому календарю в дату по юлианскому календарю из даты по григорианскому календарю эта разница вычитается.
Пример 1. Пересчёт даты 15 февраля 1900 года по юлианскому календарю в дату по григорианскому календарю (разница 12 дней): 15 февраля + 12 дней = 27 февраля по григорианскому календарю.
Пример 2. Пересчёт даты 27 февраля 1900 года по григорианскому календарю в дату по юлианскому календарю (разница 12 дней): 27 февраля — 12 дней = 15 февраля по юлианскому календарю.
Если в результате пересчёта даты по юлианскому календарю в дату по григорианскому календарю результат больше количества дней в григорианском месяце, то из результата вычислений нужно вычесть количество дней месяца григорианского календаря и указать следующий месяц.
Пример. Пересчёт даты 25 февраля 1900 года по юлианскому календарю в дату по григорианскому календарю (разница 12 дней): 25 февраля + 12 дней = 37; 37 больше, чем 28 дней февраля; 37 — 28 дней февраля = 9 марта по григорианскому календарю.
Если в результате пересчёта даты по григорианскому календарю в дату по юлианскому календарю результат меньше 1, то к результату вычислений нужно прибавить количество дней предыдущего месяца григорианского календаря и указать предыдущий месяц.
Пример. Пересчёт даты 9 марта 1900 года по григорианскому календарю в дату по юлианскому календарю (разница 12 дней): 9 марта — 12 дней = −3; −3 меньше единицы; −3 + 28 дней февраля = 25 февраля по юлианскому календарю.
В связи с нарастанием разницы между юлианским и григорианским календарями, использующие юлианский календарь православные церкви, начиная с 2101 года, будут праздновать Рождество Христово не 7 января, как в XX—XXI веках, а 8 января, хотя в литургическом календаре данный день будет соответствовать 25 декабря (по старому стилю).
В ряде стран, где до начала XX века был в ходу юлианский календарь (например в Греции) — даты исторических событий, произошедших до перехода на новый стиль, продолжают отмечать в те же числа (номинально), в которые они произошли по юлианскому календарю (что, среди прочего, отражено в практике греческого раздела Википедии). В России принято отмечать события, произошедшие после 15 октября 1582 года, по григорианскому календарю, кроме случаев законотворческих ошибок.

## Пролептический календарь
Пролептическим (от др.-греч. πρόληψις «предвосхищение») называется календарь, используемый для обозначения дат, более ранних, чем дата введения самого́ календаря. Например, для обозначения всех дат до нашей эры чаще всего используется юлианский календарь, введённый только с 1 января 45 года до н. э. — следовательно, более ранние даты обозначаются по пролептическому юлианскому календарю. Существует также и пролептический григорианский календарь, расширенный на период до его введения 15 октября 1582 года.